# Promestriene
Promestriene (INN) (tên thương hiệu Colpotrofin, Colpotrophine, Delipoderm), còn được gọi là estradiol 3-propyl 17β-methyl diether, là một estrogen steroid tổng hợp được sử dụng tại chỗ trong công thức kem 1%. Đó là chế độ ăn 3- propyl và 17her- methyl của estradiol. Thuốc được mô tả như một tác nhân tropic và thuốc chống nôn. Nó đã không được tìm thấy là có hiệu quả trong điều trị rụng tóc androgenic hoặc các điều kiện khác của androgen hóa da.